# Хантер, Майкл
Майкл Хантер младший (англ. Michael Hunter, Jr.; род. 10 июля 1988, Ван-Найс) — американский боксёр-профессионал, выступающий в первой тяжёлой и тяжёлой весовых категориях. Выступал за сборную США по боксу в конце 2000-х — начале 2010-х годов, участник Олимпийских игр (2012), победитель национального турнира «Золотые перчатки» (2011), трёхкратный чемпион США (2007, 2009, 2012) в любителях.
Среди профессионалов действующий WBA Gold (2024), бывший чемпион Американского континента по версии WBA Continental Americas (2019), бывший чемпион по версиям WBA Inter-Continental (2019—2021), WBA International (2018—2019), IBO Inter-Continental (2018—2019) в тяжёлом весе. Бывший претендент на титул чемпиона мира по версии WBO (2017) в 1-м тяжёлом весе.
Лучшая позиция по рейтингу BoxRec — 5-я (август 2021) и являлся 1-м среди американских боксёров тяжёлой весовой категории уверенно входя в ТОП-10 лучших тяжеловесов всего мира.

## Биография
Родился 10 июля 1988 года в районе Ван-Найс, Лос-Анджелес. Его отец Майкл Хантер старший был достаточно известным боксёром-профессионалом, поэтому мальчик находился в этом виде спорта с самого раннего детства. Проходил подготовку под руководством тренера Кенни Крумса.

### Любительская карьера
Впервые заявил о себе в 2006 году, когда стал финалистом национального турнира «Золотые перчатки» и завоевал бронзовую медаль на юниорском чемпионате мира в Марокко, где на стадии полуфиналов был остановлен румыном Кристианом Чоканом.
В 2007 году одержал победу на любительском чемпионате США в Лас-Вегасе, одолев всех соперников в зачёте супертяжёлой весовой категории. Принимал участие в чемпионате мира в Чикаго, однако попасть здесь в число призёров не смог — в четвертьфинале со счётом 15:22 проиграл россиянину Исламу Тимурзиеву. Пытался пройти отбор на летние Олимпийские игры 2008 года в Пекине, но на двух квалификационных турнирах выступил неудачно. В 2009 году вновь был лучшим в зачёте американского национального первенства в супертяжёлом весе, при этом на мировом первенстве в Милане уже в 1/16 финала со счётом 1:8 уступил титулованному итальянцу Роберто Каммарелле.
Начиная с 2011 года Хантер выступал в первом тяжёлом весе, выиграл в этом дивизионе национальные «Золотые перчатки» и снова стал чемпионом США среди любителей. Благополучно преодолел квалификацию на Олимпийские игры 2012 года в Лондоне, тем не менее, в первом же своём поединке на Олимпиаде потерпел поражение от российского боксёра Артура Бетербиева. В это время, помимо всего прочего, в качестве спарринг-партнёра принимал участие в подготовке Владимира Кличко перед чемпионскими боями с Эдди Чемберсом и Дэвидом Хэем.

## Профессиональная карьера

### 2013—2016
Вскоре после окончания Лондонской Олимпиады Майкл Хантер принял решение перейти в профессионалы и в марте 2013 года успешно дебютировал на профессиональном уровне в 1-м тяжёлом весе (до 90,718 кг). В течение трёх лет одержал 11 побед, не потерпев при этом ни одного поражения.
В мае 2016 года выиграл поединок против небитого соотечественника Айзея Томаса и завоевал тем самым титул чемпиона Североамериканской боксёрской организации в первом тяжёлом весе.

### 2017—2020
В апреле 2017 года вышел на ринг против действующего чемпиона мира по версии WBO в 1-м тяжёлом весе украинца Александра Усика. Противостояние между ними продлилось все отведённые 12 раундов, в итоге судьи единогласно отдали победу Усику, и Хантер таким образом потерпел первое в профессиональной карьере поражение.

##### Переход в тяжелый вес
Не сумев получить мировой титул в 1-м тяжёлом весе, Хантер перешёл в тяжёлый вес (свыше 90,718 кг) и продолжил регулярно выходить на ринг. В 2018 году выиграв четыре боя, в том числе нокаутировав достаточно известного и опытного грузинского боксёра Яго Киладзе, и завоевав вакантный титул чемпиона по версии IBO Inter-Continental в супертяжёлом весе в сложном бою победив техническим нокаутом в 10-м раунде небитого перспективного боксёра из ДР Конго Мартина Баколе Илунга.
24 ноября 2018 года завоевал вакантный титул чемпиона по версии WBA International в тяжёлом весе победив техническим нокаутом в 9-м раунде бывшего претендента на титул чемпиона мира, россиянина Александра Устинова. После этого боя Хантер вошёл в топ-25 (по разным мировым рейтингам) лучших супертяжей планеты и вновь стал реальным претендентом на титул чемпиона мира.
25 мая 2019 года в Оксон-Хилл (штат Мэриленд, США) защитил свой титул WBA International в бою против известного бойца ММА Фабио Мальдонадо. Хантер сходу завладел инициативой, работал первым номером и был значительно подвижней чем соперник. Бразилец во втором раунде два раза оказывался на полу, а после третьего падения рефери остановил бой.
13 сентября 2019 года в Нью Йорке (США) вышел на небитого проспекта, чемпиона WBA Inter-Continental Сергея Кузьмина. Хантер уверенно победил россиянина со счетом 117—110 на всех трех карточках. Ключом к победе стала активность Хантера, его комбинации и работа ног. В 5 раунде Хантер смог отправить Кузьмина в легкий нокдаун. На послематчевой пресс-конференции Майкл Хантер бросил вызов Александру Поветкину выразив желание подраться в Саудовской Аравии в вечера бокса Энтони Джошуа и Энди Руиса 2.
7 декабря 2019 года в Эд-Диръия (Саудовская Аравия) отбоксировал в ничью с Александром Поветкиным. Мнения судей разделились один судья отдал победу Поветкину со счетом 115—113, другой — Хантеру с таким же счетом, а третий выставил ничейный счет 114—114. Бой прошёл всю дистанцию, получился максимально конкурентным. Начало и единичные раунды в конце остались за американцем. Поветкин взял концовку и отдельные раунды в середине боя. Хантер рассчитывал на количество ударов и темп боя, Поветкин на силовые удары и давление.
В 2020 году лишь раз вышел на ринг победив нокаутом в 4-м раунде малоизвестного Шона Лофери, который заменил изначально подписанного известного джорнимэна Чонси Велливера .
В июле 2020 года Хантер разорвал контракт с промоутерской компанией Эдди Хирна, Matchroom Boxing.

### 2021—н.в.
3 августа 2021 года в  Нью-Йорке (США) в главном бою шоу компаний Triller и Verzuz в 4 раунде нокаутировал малоизвестного и редко выходящего на ринг Майка Уилсона.
2 декабря 2021 года в Нью Йорке (США), в очень конкурентном бою раздельным решением судей (счёт: 95—95, 96—94, 94—96) свёл вничью бой-реванш с опытным соотечественником гейткипером Джерри Форрестом.
30 сентября 2023 года в Тлахомулько-де-Суньига (Мексика) после 2 лет отсутствия в профессиональных боях вышел против мексиканского боксера Мигеля Кубаса и одержал досрочную победу во 2 раунде нокаутом.
23 марта 2024 года в Сапопане нокаутировал в 5-м раунде мексиканца Игнасио Эспарсу.
14 апреля 2024 года в Ташкенте проиграл единогласным решениям судей россиянину Артему Сусленкову в рамках вечера бокса Сhampions night Международной боксерской ассоциации. Этот результат не будет засчитан в рекорды боксеров, так как этот поединок не значится на Boxrec.

#### Отборочный бой с Кассиусом Чейни
7 июня в Голливуде (Флорида, США) провел отборочный бой на кону которого стоял пояс второстепенный WBA Gold с проспектом Кассиусом Чейни (23-1, 16 КО). Бой проходил по формуле десятираундового боя не смотря на то, что бой был за титул. Поединок выдался не зрелищным и односторонний. Все десять раундов Хантер работал первым номером и наращивал преимущество от раунда к раунду. Если в первых раундах Чейни скрывался за блоком, то после пятого начал просто избегать боя отирая спиной канаты. Более крупный и тяжелый Кассиус просто не мог успеть за более скоростным и мобильным Хантером. Судьи выставили односторонний счёт: 100—90 трижды.

## Статистика профессиональных боёв
В таблице перечислены результаты всех поединков боксёров.
В каждой строке указан результат поединка. Дополнительно номер поединка обозначен цветом, который обозначает итог поединка. Расшифровка обозначений и цветов представлена в нижеследующей таблице.
| Пример | Расшифровка                     |
| ------ | ------------------------------- |
|        | Победа                          |
|        | Ничья                           |
|        | Поражение                       |
|        | Планируемый поединок            |
|        | Поединок признан несостоявшимся |
| КО     | Нокаут                          |
| ТКО    | Технический нокаут              |
| PTS    | Решение судей (по очкам)        |
| UD     | Единогласное решение судей      |
| MD     | Решение большинства судей       |
| SD     | Раздельное решение судей        |
| RTD    | Отказ от продолжения боя        |
| DQ     | Дисквалификация                 |
| NC     | Поединок признан несостоявшимся |

| 26 поединов, 23 победы (16 нокаутом), 2 ничьи, 1 поражение. | 26 поединов, 23 победы (16 нокаутом), 2 ничьи, 1 поражение. | 26 поединов, 23 победы (16 нокаутом), 2 ничьи, 1 поражение. | 26 поединов, 23 победы (16 нокаутом), 2 ничьи, 1 поражение. | 26 поединов, 23 победы (16 нокаутом), 2 ничьи, 1 поражение. | 26 поединов, 23 победы (16 нокаутом), 2 ничьи, 1 поражение. | 26 поединов, 23 победы (16 нокаутом), 2 ничьи, 1 поражение.                                                                               |
| Бой                                                         | Рекорд                                                      | Дата боя                                                    | Соперник                                                    | Место проведения боя                                        | Результат                                                   | Дополнительно |
| ----------------------------------------------------------- | ----------------------------------------------------------- | ----------------------------------------------------------- | ----------------------------------------------------------- | ----------------------------------------------------------- | ----------------------------------------------------------- | --- |
| 26                                                          | 23-1-2                                                      | 7 июня 2024                                                 | Кассиус Чейни (23-1)                                        | Seminole Hard Rock Hotel & Casino Hollywood, Холливуд, США  | UD 10                                                       | Счёт: 100-90, 100-90, 100-90. |
| 25                                                          | 22-1-2                                                      | 23 марта 2024                                               | Игнасио Эспарса (23-3)                                      | Сапопан, Мексика                                            | TKO 5 (10), 0:10                                            | |
| 24                                                          | 21-1-2                                                      | 30 сентября 2023                                            | Мигель Кубос (14-24-1)                                      | Тлахомулько-де-Суньига, Мексика                             | TKO 2 (10), 0:42                                            | |
| 23                                                          | 20-1-2                                                      | 2 декабря 2021                                              | Джерри Форрест (2) (26-4-1)                                 | Hammerstein Ballroom, Нью-Йорк, США                         | SD 10                                                       | Счёт: 96-94, 95-95, 94-96. |
| 22                                                          | 20-1-1                                                      | 3 августа 2021                                              | Майк Уилсон (21-1)                                          | Мэдисон-сквер-гарден, Нью-Йорк, США                         | TKO 4 (10), 2:49                                            | Завоевал вакантный титул чемпиона по версии WBA Continental Americas в тяжёлом весе.                                                      |
| 21                                                          | 19-1-1                                                      | 18 декабря 2020                                             | Шон Лохери (10-3)                                           | Конференц-центр острова Галвестон, Галвестон, Техас, США    | KO 4 (10), 1:02                                             | |
| 20                                                          | 18-1-1                                                      | 7 декабря 2019                                              | Александр Поветкин (35-2)                                   | Diriyah Arena, Эд-Диръия, Саудовская Аравия                 | SD 12                                                       | Счёт: 115-113, 114-114, 113-115. |
| 19                                                          | 18-1                                                        | 13 сентября 2019                                            | Сергей Кузьмин (15-0)                                       | Мэдисон-сквер-гарден, Нью-Йорк, США                         | UD 12                                                       | Счёт: 117-110 (трижды). Завоевал титул чемпиона WBA Inter-Continental (3-я защита Кузьмина) в тяжёлом весе. Кузьмин в нокдауне в 5 раунде |
| 18                                                          | 17-1                                                        | 25 мая 2019                                                 | Фабио Мальдонадо (26-2)                                     | MGM National Harbor, Оксон-Хилл, Мэриленд, США              | TKO 2 (10), 1:45                                            | Защитил титул чемпиона WBA International (1-я защита Хантера) в супертяжёлом весе. Фабио в 3-х нокдаунах во 2 раунде.                     |
| 17                                                          | 16-1                                                        | 24 ноября 2018                                              | Александр Устинов (34-2)                                    | Монте-Карло, Монако                                         | TKO 9 (12), 1:52                                            | Завоевал вакантный титул чемпиона WBA International в супертяжёлом весе.                                                                  |
| 16                                                          | 15-1                                                        | 13 октября 2018                                             | Мартин Баколе Илунга (11-0)                                 | Йорк-холл, Лондон, Великобритания                           | TKO 10 (10), 2:19                                           | Завоевал вакантный титул чемпиона IBO Inter-Continental в супертяжёлом весе.                                                              |
| 15                                                          | 14-1                                                        | 10 июня 2018                                                | Яго Киладзе (26-2)                                          | Ланкастер, Калифорния, США                                  | KO 5 (10), 2:52                                             | |
| 14                                                          | 13-1                                                        | 21 апреля 2018                                              | Террелл Джамал Вудс (16-40-7)                               | Билокси, Миссисипи, США                                     | UD 6 (6)                                                    | |
| Перешёл в тяжёлый вес (свыше 90,72 кг).                     |                                                             |                                                             |                                                             |                                                             |                                                             | |
| 13                                                          | 12-1                                                        | 8 апреля 2017                                               | Александр Усик (11-0)                                       | MGM National Harbor, Оксон-Хилл, Мэриленд, США              | UD 12                                                       | Счёт: 110-117 (трижды). Бой за титул чемпиона мира WBO (2-я защита Усика) в 1-м тяжёлом весе.                                             |
| 12                                                          | 12-0                                                        | 13 мая 2016                                                 | Айзея Томас (15-0)                                          | Sam's Town H & GH, Лас-Вегас, США                           | UD 10                                                       | Счёт: 99-91, 100-90 (дважды). Завоевал вакантный титул чемпиона Северной Америки WBO NABO в 1-м тяжёлом весе.                             |
| 11                                                          | 11-0                                                        | 27 февраля 2016                                             | Фил Уильямс (15-7-2)                                        | Хонда-центр, Анахайм, Калифорния, США                       | KO 1 (8), 2:44                                              | |
| Бой                                                         | Рекорд                                                      | Дата боя                                                    | Соперник                                                    | Место проведения боя                                        | Результат                                                   | Дополнительно |